# Orbita Księżyca
Orbita Księżyca – trajektoria, po której Księżyc porusza się wokół Ziemi; przebycie jej w całości zajmuje mu około 27,3 dnia. Księżyc i Ziemia krążą wokół barycentrum – wspólnego środka masy, leżącego w średniej odległości ok. 4675 km od środka Ziemi (w mniej więcej ¾ jej promienia). Dla porównania, odległość barycentrum od Księżyca wynosi średnio około 380 070 km (ok. 60 promieni ziemskich). Ze średnią prędkością ruchu Księżyca po orbicie wynoszącą 1,023 km/s, przemieszcza się on co godzinę o odległość kątową równą jego względnemu rozmiarowi, czyli o około 0,5°. Cechą wyróżniającą Księżyc spośród innych naturalnych satelitów planet Układu Słonecznego jest fakt, iż płaszczyzna jego orbity jest bardzo zbliżona do płaszczyzny ekliptyki, nie zaś – jak zazwyczaj – do płaszczyzny równikowej planety. Nachylenie płaszczyzny orbity księżycowej do płaszczyzny ekliptyki wynosi 5,1°, podczas gdy inklinacja osi obrotu Księżyca – jedynie 1,5°.

## Charakterystyka orbity księżycowej
| Wielkość                                       | Wartość                   |
| ---------------------------------------------- | ------------------------- |
| Półoś wielka                                   | ~384 748 km               |
| Odległość w perygeum                           | ~364 397 km               |
| Odległość w apogeum                            | ~406 731 km               |
| Średnia ekscentryczność                        | 0,0549006 (0,044 – 0,067) |
| Średnia inklinacja orbity                      | 5,145°                    |
| Nachylenie płaszczyzny równikowej do ekliptyki | 1,543°                    |
| Okres precesji                                 | 18,5996 lat               |

Elementy orbitalne Księżyca

Z powodu względnie dużego rozmiaru Księżyca oraz stosunku mas obu ciał wynoszącego około 81:1, niektórzy uważają układ Ziemia-Księżyc za planetę podwójną; jednak według nieformalnej definicji barycentrum takiego układu musi leżeć poza obrębem obu ciał.
Orbita Księżyca ma kształt elipsy o średniej ekscentryczności równej 0,0549. Powoduje to między innymi okresowe zmiany prędkości kątowej i względnej wielkości naszego satelity obserwowanej z Ziemi. Przeciętna odległość względna, jaką pokonuje Księżyc w ciągu doby, wynosi 13,176358° na wschód. Dokładny kierunek orbity nie jest stały, lecz podlega precesji. Innym ruchem związanym z orbitą jest precesja linii apsyd: elipsa orbity Księżyca powoli obraca się w kierunku przeciwnym do ruchu wskazówek zegara z okresem tego obrotu równym 8,85 roku (3233 dni); występuje też precesja płaszczyzny równikowej (zgodna z ruchem wskazówek zegara) wokół osi prostopadłej do ekliptyki. Punkty, w których orbita Księżyca przecina płaszczyznę ekliptyki (węzły), również podlegają precesji o okresie 18,6 roku (6793 dni).
Przeciętna wartość inklinacji orbity Księżyca wynosi 5,145°. Także jego oś obrotu nie jest prostopadła do płaszczyzny orbity: płaszczyzna równikowa tworzy z płaszczyzną orbity stały kąt równy 6,688°. Zatem w wyniku precesji orbity Księżyca kąt pomiędzy ekliptyką a równikiem powinien wahać się pomiędzy sumą tych dwóch wartości (11,833°) a ich różnicą (1,543°). Jakkolwiek, według obserwacji Jacques'a Cassiniego, wartość precesji osi obrotu Księżyca i płaszczyzny jego orbity jest taka sama, lecz sama precesja jest przesunięta w fazie o 180°. Z tego powodu wartość wymienionego kąta jest stała i wynosi 1,543°.

Księżyc, Ziemia i dzieląca je odległość przedstawione w jednakowej skali

## Miesiąc księżycowy
Obliczenie czasu, jaki potrzebuje Księżyc na wykonanie pełnego obiegu Ziemi, może być – w zależności od przyjętego punktu odniesienia – wykonane na różne sposoby. 27,3-dniowy miesiąc gwiazdowy (czyli syderyczny) to czas, w jakim Księżyc przebiega pełną długość orbity względem gwiazd stałych; z kolei miesiącem synodycznym nazywamy okres 29,5 dnia pomiędzy dwiema tymi samymi fazami Księżyca. Przyczyną, dla której ten drugi jest dłuższy o ponad 2 dni, jest wspólny ruch układu Ziemia–Księżyc wokół Słońca; dlatego też w ciągu roku liczba miesięcy gwiazdowych jest dokładnie o 1 większa od liczby miesięcy synodycznych. Inne definicje miesiąca obejmują okres pomiędzy kolejnymi przejściami przez perygeum orbity (miesiąc anomalistyczny), węzłami (miesiąc smoczy) czy południk niebieski (miesiąc tropikalny). Długość przeciętnego miesiąca kalendarzowego (1/12 roku) wynosi natomiast ok. 30,4 dnia.
| Nazwa                    | Wartość (dni) | Definicja                                                                              |
| ------------------------ | ------------- | -------------------------------------------------------------------------------------- |
| gwiazdowy (syderyczny)   | 27,321 661    | Względem gwiazd (13,369 cyklu w ciągu roku)                                            |
| synodyczny               | 29,530 589    | Względem Słońca (trwający przez 4 fazy Księżyca; 12,369 cyklu w ciągu roku)            |
| tropikalny (zwrotnikowy) | 27,321 582    | Względem danego południka niebieskiego (z powodu precesji nieco krótszy od gwiezdnego) |
| anomalistyczny           | 27,554 550    | Względem perygeum (podlega recesji z okresem 3232,6 dnia)                              |
| smoczy (węzłowy)         | 27,212 221    | Względem węzłów (podlegają precesji z okresem 6793,5 dnia)                             |

## Libracje

Animacja przedstawiająca Księżyc przechodzący kolejne fazy. Widoczne chybotanie nazywa się libracjami.

Księżyc jest w orbicie synchronicznej z Ziemią, co sprawia, że jest skierowany ku Ziemi stale tą samą stroną. Obrót synchroniczny jest prawdziwy jedynie dla uśrednionej orbity, ponieważ Księżyc posiada określoną ekscentryczność. W wyniku tego moment pędu Księżyca zmienia się w miarę obrotu wokół Ziemi i jego prędkość kątowa na orbicie oscyluje wokół wartości prędkości kątowej ruchu obrotowego Księżyca. Gdy Księżyc jest w perygeum, jego obrót jest wolniejszy niż jego prędkość kątowa orbitalna, co pozwala nam zobaczyć do 8 stopni długości jego wschodniej (prawej) niewidocznej strony. Odwrotnie, gdy Księżyc osiąga apogeum, jego obrót jest szybszy niż prędkość kątowa orbitalna i dzięki temu ujawnia się 8 stopni jego długości zachodniej (lewej) niewidocznej strony. To zjawisko nosi nazwę libracji w długości.

## Zmiany orbity
Wskutek działania  sił pływowych orbita Księżyca ulega zmianom. Księżyc powoli oddala się od Ziemi.